# Podstene (gmina Brod Moravice)
Podstene – wieś w Chorwacji, w żupanii primorsko-gorskiej, w gminie Brod Moravice. W 2011 roku liczyła 21 mieszkańców.